# Сатанизм Лавея

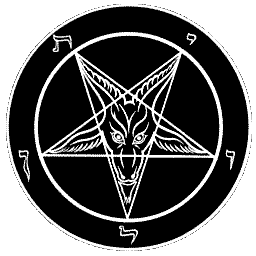
Знак Бафомета — официальный символ Церкви Сатаны

Сатани́зм Лаве́я — атеистический сатанизм, мировоззрение и официально практикуемое Церковью Сатаны учение, положения которого были сформулированы в 1960-е годы Антоном Шандором Лавеем, автором «Сатанинской библии» и основателем Церкви Сатаны. Сатанизм как «новый тип религии» (Лавей) представляет собой современное движение. В отличие от теистического сатанизма, сатанизм Лавея имеет большую фокусировку на философии, в «Сатанинской библии» Антон Шандор Лавей обсуждает проблемы религии и утверждает атеистический сатанизм.
Сатана в сатанизме Лавея воспринимается как символ мировоззрения — символ свободы, саморазвития, индивидуализма, восстания против несправедливости и отказа от христианских догм.

## История
Современный лавеевский сатанизм как учение был сформулирован в США в 1960-е годы Антоном Шандором Лавеем, собравшим вокруг себя самых разных людей и посвятившим жизнь творчеству и изучению особенностей человеческого поведения. Истоки его лежат в 1950-х годах, когда Лавей основал сообщество, названное им Орденом трапезоида, которое объединило людей, исследовавших оккультизм и практиковавших совокупность магии и гедонистической эгоистической философии Лавея.
Позднее, накопив достаточно материала и опыта, Антон Лавей пришёл к выводу, что для того, чтобы добиться некоторых изменений в мире, просто ещё одной философии недостаточно, необходимо официальное признание нестандартного мировоззрения как религии, названной им сатанизмом. В 1966 году Лавей основал Церковь Сатаны, а три года спустя, в 1969 году, опубликовал «Сатанинскую библию», в которой описываются основы сатанинского мировоззрения.
Церковь Сатаны имеет официальный статус и заносится в реестр признанных вооружёнными силами США религий (в связи с запросом на сатанинские похороны морского офицера — члена Церкви Сатаны), проводятся первые сатанинские крещения, свадьбы и похороны, вызвавшие интерес прессы. Осенью 2004 года Британские вооружённые силы официально регистрируют первого сатаниста — сержанта технической службы Криса Кранмера, служащего на фрегате «Камберленд» Адмирал Джон «Сэнди» Вудвард по этому поводу сказал: 
«Моими первыми словами, когда я услышал об этом случае, были: „Боже, что, чёрт побери, здесь происходит?“ Когда я служил во флоте, одни сослуживцы были англиканами, другие католиками, ни о каких сатанистах я и не слышал никогда. По-моему, это в высшей степени странно»

## Сатанинские организации

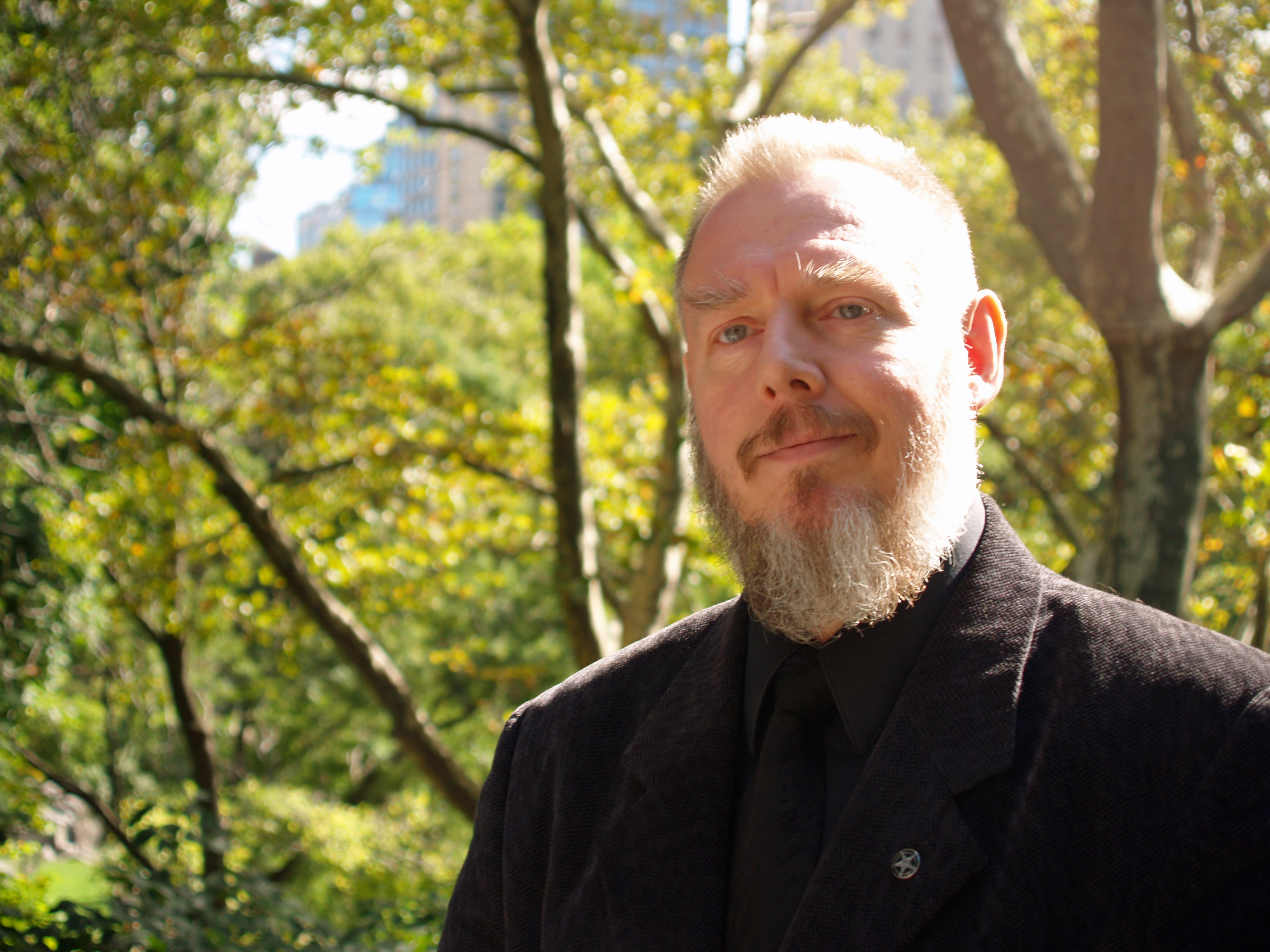
Верховный жрец Церкви Сатаны — Питер Гилмор

Церковь Сатаны (англ. Church of Satan) — старейшая и наиболее крупная сатанинская организация, численность которой предположительно составляет несколько тысяч человек по всему миру. Точное количество людей, состоящих в данной организации, неизвестно, поскольку она не предоставляет сведений о своём составе и не требует публичного объявления о факте своего членства. Штаб-квартира Церкви Сатаны в данный момент располагается в Нью-Йорке, а пост верховного жреца занимает магистр Питер Гилмор.
В середине 1970-х годов бывший член Церкви Сатаны, Майкл Акино, основал Храм Сета — организацию, имеющую идеологию, основанную на собственной интерпретации древнеегипетских мифов, с уклоном в мистицизм. Члены Храма Сета позиционируют себя как «сетианцы», избегая слова «сатанизм».
Старшая дочь Антона Лавея, Карла Лавей, в 1999 году основала небольшую организацию под названием Первая Сатанинская Церковь, идеология которой основывается на философии Лавея. Других сколько-нибудь значимых организаций, практикующих сатанизм, на текущий момент не зарегистрировано.

## Доктрина веры
Сатанисты не верят в иудео-христианскую концепцию Бога, и большинство из них считают себя агностиками и атеистами. Питер Гилмор говорит, что «атеизм первичен, а сатанизм вторичен».
Сам Лавей говорил: «У меня нет философии. У меня есть вероучение. Сатана — проявление тёмных сторон человеческой натуры. В каждом из нас сидит Сатана. Задача состоит в том, чтобы познать и выявить его. Сатанинское начало заключено в людях, — главное и наиболее могущественное. Им надо гордиться, а не тяготиться. Его надо культивировать, что мы и делаем в нашем храме с помощью различных магических заклинаний».
Сам Лавей в 1986 году в интервью журналу The Washington Post Magazine заявлял, что «Сатана — это символ, ничего более. Сатана символизирует нашу любовь ко всему земному и отрицание бледного бесплотного образа Христа на кресте».
Религиовед Джеймс Льюис считает, что «подавляющее число сатанистов» обозначают Сатану именно в качестве символа, архетипического образа, неперсонализированную природную силу (ср. равновесный принцип Лавея) или какой-либо иной «антитеистический» концепт.
Кандидат культурологии, старший преподаватель кафедры философии, биоэтики и культурологии УГМА Е. В. Белоусова отмечает, что «Согласно сатанистам, загробной жизни не существует, по крайней мере, райской, поэтому надо спешить наслаждаться земными радостями. Ла Вэй совершенно чётко связывает возрождение сатанизма с культом телесных желаний, снисхождением к плотским вожделениям, характерных для массовой культуры. По сути, сатанизм — это крайнее выражение материализма и гедонизма современной западной цивилизации».

### Lex talionis
Lex talionis, или закон возмездия (от лат. lex/legis — "закон" и talio, -onis — "возмездие", "ответ"), во многом определил сатанинскую формулировку Лавея. «Поступай с другими так, как они поступают с тобой» заменило указание «поступай с другими так, как ты хотел бы, чтобы они поступали с тобой», так что ты должен проявлять сострадание только к тем, кто этого заслуживает. Это реактивное правило по сравнению с христианским проактивным правилом; согласно правилу, любовь, сострадание и симпатия не должны растрачиваться на неблагодарных. Они должны быть даны только тем, кто, по мнению практикующего, заслуживает их. Философия сатанизма, как её трактует Лавей, сосредоточена почти исключительно на концепции быть собственным богом. Такие ценности и привязанности, как любовь, привязанность и забота, наряду с противоположными концепциями, такими как ненависть и гнев, должны распространяться по усмотрению отдельного сатаниста. Таким образом, ответственность за оправдание и принятие последствий своих действий лежит на личности (а не на боге или дьяволе).

### Девять сатанинских заповедей
В Сатанинской библии Лавей указывает 9 сатанинских заповедей правил, которым может следовать всякий, считающий себя сатанистом:

1. Сатана олицетворяет потворство, а не воздержание!
2. Сатана олицетворяет жизненную суть вместо несбыточных духовных мечтаний.
3. Сатана олицетворяет неосквернённую мудрость вместо лицемерного самообмана!
4. Сатана олицетворяет милость к тем, кто её заслужил, вместо любви, потраченной на льстецов!
5. Сатана олицетворяет месть, а не подставляет после удара другую щеку!
6. Сатана олицетворяет ответственность перед ответственными вместо участия к духовным вампирам.
7. Сатана представляет человека всего лишь ещё одним животным, иногда лучшим, чаще же худшим, чем те, кто ходит на четырёх лапах; животным, которое вследствие своего «божественного, духовного и интеллектуального развития» стало самым опасным из всех животных!
8. Сатана олицетворяет все так называемые грехи, поскольку они ведут к физическому, умственному и эмоциональному удовлетворению!
9. Сатана был лучшим другом церкви во все времена, поддерживая её бизнес все эти годы!

Восьмая заповедь означает и то, что сатанизм в отличие от многих консервативных идеологий и религий толерантен (при условии соблюдения принципа ответственности перед ответственными) в отношении, к примеру, гомосексуальности, бисексуальности, фетишизма и некоторых других сексуальных практик, долгое время подпадавших под категорию табу в западном мире. Очевидно, данное понимание сатанизма значительно отличается от бытового понимания «культа зла».

### Одиннадцать сатанинских правил на Земле
В Сатанинской библии Лавей указывает 11 правил, которым должен следовать всякий, считающий себя сатанистом:

1. Не высказывайте своей точки зрения и не давайте советов, если только вас об этом не попросят.
2. Не рассказывайте о своих неприятностях другим, если только вы не уверены в том, что вас хотят выслушать.
3. В чужом доме проявляйте уважение и скромность, либо не появляйтесь там вообще.
4. Если гость в вашем доме досаждает вам, ведя себя бесцеремонно, вы в праве обойтись с ним сурово и жёстко, тем самым поставив его на место.
5. Не делайте попыток любовного, и сексуального сближения, если только не получаете ответный сигнал.
6. Не берите вещь, не принадлежащую вам, если только она не является бременем для её хозяина и он не просит об освобождении его от этого бремени.
7. Признайте силу магии, если она была успешно вами применена для достижения ваших целей. Если вы отрицаете силу магии после того, как с успехом ею воспользовались, вы лишитесь всего достигнутого.
8. Не выражайте своего недовольства по поводу того, что не имеет к вам никакого отношения.
9. Не обижайте маленьких детей.
10. Не убивайте животных кроме как для пропитания и при защите от их нападения.
11. Находясь на нейтральной территории, не мешайте никому. Если кто-то мешает вам, попросите его прекратить. Если он не останавливается, накажите его.

## Девять сатанинских «грехов»
Лавей выделяет девять сатанинских «грехов», то есть тех качеств, которыми сатанисту предпочтительнее не обладать:

1. Глупость (тяжелейший грех в сатанизме).
2. Претенциозность.
3. Солипсизм.
4. Самообман.
5. Стадный конформизм.
6. Отсутствие широты взглядов.
7. Незнание опыта поколений.
8. Контрпродуктивная гордыня.
9. Отсутствие эстетического начала.

## Сатанизм Лавея и обвинения в преступной деятельности
В 1980-е годы на сатанистов и Церковь Сатаны обрушилась лавина критики, в основном со стороны телевизионных евангелистов, утверждавших, что в США существует разветвлённая сеть сатанистов, численностью до нескольких миллионов, ведущих нелегальную деятельность (убийства, изнасилования, похищения и т. п.) и проникших в различные госструктуры. Обвинялось более тридцати абсолютно разных организаций, не имеющих между собой практически ничего общего, начиная с Церкви Сатаны и Ордена Восточных Тамплиеров, и заканчивая Церковью Иисуса Христа святых Последних дней и движением New Age. Данный феномен получил название «Сатанинская паника». Однако, расследование ФБР показало ложность подобных обвинений.

## Сатанинский храм о сатанизме Лавея
Лавеевский сатанизм подвергался критике со стороны секулярных активистов из «Сатанинского храма». Представитель этой организации Люсьен Гривз отозвался об учении Лавея как об устаревшей версии сатанизма, критикуя её за авторитаризм и иерархичность, отсутствие политического лоббирования, наличие элементов социал-дарвинизма и ницшеанства, несовместимых с теорией игр, взаимным альтруизмом и когнитивной наукой. Кроме того, «Сатанинский храм» дистанцируется от присущих Лавеевскому сатанизму веры в сверхъестественное и использования магии.

## Сатанизм в России
Официально на территории России зарегистрированные сатанинские организации отсутствуют, однако существует несколько частных групп — объединений людей, являющихся членами Церкви Сатаны, либо же самостоятельно практикующих сатанизм.

## Сатанизм в Казахстане
В Казахстане Церковь Сатаны расценивается как религиозно-экстремистская организация, с которой борется Антитеррористический Центр СНГ.

## Сатанизм в Киргизии
В Киргизии официально запрещена деятельность Церкви Сатаны, так же, как и в некоторых других странах Шанхайской организации сотрудничества.

## Символика сатанистов
- Знак Бафомета — официальный символ Церкви Сатаны.
- Перевёрнутая пентаграмма
- Число зверя (666). Питер Гилмор говорил, что сатанисты с радостью будут его использовать, если это будет ещё больше пугать христиан[16].